# María Luisa Ponte
María Luisa Ponte Mancini (Medina de Rioseco, Valladolid, 21 de junio de 1918-Aranjuez, Madrid, 2 de mayo de 1996) fue una actriz española que participó en numerosas películas, obras de teatro y series de televisión.

## Biografía
Hija de los actores Enrique Ponte y Haydée Mancini Puggi, nació en plena gira teatral y con tan solo seis meses de edad subió por primera vez a un escenario. Se dedicó profesionalmente a la interpretación desde los catorce años y en lo sucesivo centró su actividad en el teatro, incorporándose a la compañía de su padre e interviniendo en montajes de La malquerida, Casa de muñecas o Ni al amor, ni al mar. La Guerra Civil sobrevino a la joven actriz mientras trabajaba en Pola de Siero (Asturias), en donde desapareció su equipaje.
Otras obras que interpretó fueron Panorama desde el puente (1958), de Arthur Miller; Don Juan Tenorio (1953), de José Zorrilla; El bello indiferente (1953), de Jean Cocteau; La mordaza (1954), de Alfonso Sastre, La ratonera (1954), de Agatha Christie; El caso del señor vestido de violeta (1954), de Miguel Mihura; Medida por medida (1955), de Shakespeare; La guerra empieza en Cuba (1955), de Víctor Ruiz Iriarte; El anzuelo de Fenisa (1961), de Lope de Vega; Solo Dios puede juzgarme (1969), de Emilio Romero; Numancia, de Cervantes, dirigida por Miguel Narros; El rufián Castrucho, de Lope de Vega y Un enemigo del pueblo, de Henrik Ibsen.
También Ocho mujeres, de Robert Thomas; Todos eran mis hijos (1963), de Arthur Miller; La noche de la iguana (1964), de Tennessee Williams, La tercera palabra, de Alejandro Casona; Calígula, de Albert Camus; Luces de bohemia, de Valle Inclán; Maribel y la extraña familia, de Miguel Mihura; Las arrecogías del beaterio de Santa María Egipciaca (1977), de José Martín Recuerda; El padre (1978), de August Strindberg; Las bicicletas son para el verano (1982), de Fernando Fernán Gómez y Bajarse al moro, de José Luis Alonso de Santos.
Su voz potente, su fuerza y carácter, hacen de ella una intérprete popular y reconocible. Su primera película data de 1952 y a lo largo de las siguientes tres décadas se consolidó como una de las actrices más destacadas de los repartos cinematográficos. A menudo sus personajes responden a un estereotipo de mujer amargada, hipócrita o antipática. En su amplísima trayectoria caben grandes títulos del cine español como El pisito y El cochecito, de Marco Ferreri; La ciudad no es para mí, de Pedro Lazaga; El verdugo, de Luis García Berlanga; El extraño viaje y El viaje a ninguna parte, de Fernando Fernán Gómez; Camada negra, de Manuel Gutiérrez Aragón o La colmena, de Mario Camus.
También en televisión desarrolló una carrera notable, destacando su participación en Fortunata y Jacinta, Farmacia de guardia y La Regenta.
Mantuvo su actividad profesional hasta poco antes de su muerte, recibiendo el premio Goya por su última película en enero de 1995.
Tuvo una hija antes de enviudar del actor José Luis López de Rueda. Se unió sentimentalmente al también actor Agustín González entre 1954 y 1986.
Murió la mañana del 2 de mayo de 1996 en Aranjuez, Madrid, donde desde el año anterior vivía completamente retirada de su oficio y apartada del que fue su ámbito cotidiano en el mundo de las noches madrileñas. La muerte le llegó tras una súbita parada cardiaca, en su habitación de la residencia de ancianos El Real Deleite. Tenía 77 años. Sus restos mortales descansan en el cementerio de Medina de Ríoseco, Valladolid.

## Premios y candidaturas
Premios Anuales de la Academia "Goya"
| Año  | Categoría                                | Película                    | Resultado |
| ---- | ---------------------------------------- | --------------------------- | --------- |
| 1986 | Mejor interpretación femenina de reparto | El hermano bastardo de Dios | Candidata |
| 1994 | Mejor interpretación femenina de reparto | Canción de cuna             | Ganadora  |

Fotogramas de Plata
| Año  | Categoría                  | Serie               | Resultado |
| ---- | -------------------------- | ------------------- | --------- |
| 1992 | Mejor actriz de televisión | Farmacia de guardia | Candidata |

Premios ACE (Nueva York)
| Año  | Categoría               | Película   | Resultado |
| ---- | ----------------------- | ---------- | --------- |
| 1980 | Mejor actriz secundaria | El nido    | Ganadora  |
| 1982 | Mejor actriz secundaria | La colmena | Ganadora  |

Otros
- Premio del Sindicato Nacional del Espectáculo por Ensayo general para la muerte (1962)
- Premio María Guerrero por Las bicicletas son para el verano (1982)
- Premio Nacional de Cinematografía (1992)

## Filmografía
- La estrella de Sierra Morena 1952 Ramón Torrado.
- ¿Dónde vas, Alfonso XII? 1958 Luis César Amadori.
- La vida por delante 1958 Fernando Fernán Gómez.
- Tenemos 18 años 1959 Jesús Franco.
- Bombas para la paz 1959 Antonio Román.
- El pisito 1959 Marco Ferreri.
- Los chicos 1959 Marco Ferreri.
- El cochecito 1960 Marco Ferreri.
- La Venganza De Don Mendo 1961 Fernando Fernán Gómez.
- Rogelia 1962 Rafael Gil.
- Los que no fuimos a la guerra 1962 Julio Diamante.
- Ensayo general para la muerte 1963 Julio Coll.
- El verdugo 1963 Luis García Berlanga.
- Combate de gigantes 1964 Giorgio Capitani.
- Amador 1965 Francisco Regueiro.
- El mundo sigue 1965 Fernando Fernán Gómez.
- La ciudad no es para mí 1965 Pedro Lazaga.
- Camino del Rocío 1966 Rafael Gil.
- Lucky, el intrépido 1966 Jesús Franco.
- Las viudas 1966 Julio Coll.
- Hoy como ayer 1966 Mariano Ozores hijo.
- Club de solteros 1967 Pedro Mario Herrero.
- El extraño viaje 1967 Fernando Fernán Gómez.
- Los chicos con las chicas 1967 Javier Aguirre.
- Con el viento solano 1967 Mario Camus.
- Crónica de 9 meses 1967 Mariano Ozores.
- El turismo es un gran invento 1968 Pedro Lazaga.
- Las secretarias 1968 Pedro Lazaga.
- Después de los nueve meses 1970 Mariano Ozores hijo.
- El dinero tiene miedo 1970 Pedro Lazaga.
- Fortunata y Jacinta, 1970 Angelino Fons.
- La graduada 1971 Mariano Ozores.
- Me debes un muerto 1971 José Luis Sáenz de Heredia.
- Don Quijote cabalga de nuevo 1972 Roberto Gavaldón.
- Tamaño natural 1973 Philippe Agostini.
- Celos, amor y Mercado Común 1973 Alfonso Paso.
- Las señoritas de mala compañía 1973 José Antonio Nieves Conde.
- El pícaro 1974 Fernando Fernán Gómez.
- La Regenta 1974 Gonzalo Suárez.
- La petición 1976 Pilar Miró.
- La mujer es un buen negocio 1976 Valerio Lazarov.
- Los claros motivos del deseo 1977 Miguel Picazo.
- Camada negra 1977 Manuel Gutiérrez Aragón.
- ¡Vaya par de gemelos! 1978 Pedro Lazaga.
- El nido 1979 Jaime de Armiñán.
- La campanada 1980 Jaime Camino.
- El liguero mágico 1980 Mariano Ozores.
- 127 millones libres de impuestos 1980 Pedro Masó.
- Hijos de papá 1980 Rafael Gil.
- La tía de Carlos 1981 Luis María Delgado.
- Es peligroso casarse a los 60 1981 Mariano Ozores.
- La colmena 1982 Mario Camus.
- Nacional III 1982 Luis García Berlanga.
- Y del seguro... líbranos, Señor! 1983 Antonio del Real.
- El pan debajo del brazo 1984 Mariano Ozores.
- La vaquilla 1985 Luis García Berlanga.
- De hombre a hombre 1985 Ramón Fernández
- La corte de Faraón 1985 José Luis García Sánchez.
- Mambrú se fue a la guerra 1985 Fernando Fernán Gómez.
- El viaje a ninguna parte 1986 Fernando Fernán Gómez
- El hermano bastardo de Dios 1986 Benito Rabal.
- Moros y cristianos 1987 Luis García Berlanga.
- Rosa Rosae 1993 Fernando Colomo.
- El Cianuro, ¿solo o con leche?, 1993 José Ganga.
- Canción de cuna 1994 José Luis Garci.

## Televisión
- Fernández, punto y coma 
  - 23 de febrero de 1964
- Teatro de siempre 
  - El burgués gentilhombre (1967)
  - Medea (1966)
- La familia Colón
  - Miss Publicidad (10 de marzo de 1967)
- Estudio 1 
  - Los verdes campos del Edén (4 de enero de 1967)
  - Todos eran mis hijos (1 de febrero de 1967)
  - Prohibido suicidarse en primavera (29 de marzo de 1967)
  - El Caballero de Olmedo (29 de octubre de 1968)
  - Las tres hermanas (14 de mayo de 1970)
  - Teresina (17 de septiembre de 1971) - Actress
  - Puebla de las mujeres (12 de noviembre de 1971)
  - El castigo de la miseria (1 de enero de 1972)
  - Vivir de ilusiones (15 de septiembre de 1972)
  - El caballero de Olmedo (1 de enero de 1973)
  - El okapi (19 de mayo de 1975)
  - Los caciques (26 de abril de 1976)
  - El enfermo imaginario (15 de octubre de 1979)
  - El padre (15 de julio de 1981)
- Fábulas 
  - El asno y el caballo (31 de marzo de 1968)
  - La mona y el elefante (25 de febrero de 1970)
- Historias naturales 
  - La dulce muerte (15 de junio de 1968)
- La risa española 
  - Es mi hombre (7 de marzo de 1969)
- Novela 
  - El Cristo de la Vega (15 de junio de 1970)
  - Elia (10 de enero de 1972)
- Al filo de lo imposible
  - El de la suerte (18 de julio de 1970)
- Del dicho al hecho 
  - No hay cosa tan sabrosa como vivir de limosna (16 de junio de 1971)
- Las doce caras de Eva 
  - Leo (1 de diciembre de 1971)
- Los Camioneros 
  - Tabaco y naranjas a mitad de precio (12 de noviembre de 1973)
  -  Somos jóvenes y podemos esperar (17 de diciembre de 1973)
- Hora once 
  - El caballero de las botas azules (29 de enero de 1973)
- Ficciones 
  - Melissa (16 de febrero de 1974)
- Los Libros 
  -  La Celestina (2 de abril de 1974)
- El Pícaro (1974), de Fernando Fernán Gómez.
  - Capítulo 8: Influencia de la Luna en las partidas de naipes
- Cuentos y leyendas 
  -  La buena vida (3 de octubre de 1975)
  - Maese Pérez, el organista (2 de enero de 1976)
- Curro Jiménez
  -  Los rehenes (2 de marzo de 1977)
- Cervantes (1981)
- Fortunata y Jacinta (1981) de Mario Camus.
- Anillos de oro
  -  Cuando se dan mal las cartas (1 de enero de 1983)
- Cuentos imposibles 
  - Ingrid Bloom (2 de octubre de 1984)
  - Nuevo amanecer (9 de octubre de 1984)
  -  Rosa fresca (16 de octubre de 1984)
  - Ha dicho para (23 de octubre de 1984)
  -  Hostal Valladolid (30 de octubre de 1984)
- Tarde de teatro 
  - El Señor Badanas (16 de noviembre de 1986)
- Segunda enseñanza (1986), de Pedro Masó.
- Juncal (1987)
- Lorca, muerte de un poeta (1987)
- Bajarse al moro (1987)
- La mujer de tu vida
  -  La mujer lunática (16 de febrero de 1990)
- Las chicas de hoy en día 1991
- Farmacia de guardia Antonio Mercero (1991-1995).
- Celia 1992 José Luis Borau.
- La Regenta 1995 Fernando Méndez-Leite.

## Teatro (selección)
- Usted no es mi marido (1941), de Aldo de Benedetti, con Nini Montiam, Luis García Ortega, Félix Dafauce, Carmen López Lagar.
- El conde de Rochester (1941), de H. Vere Steapode y Iván Noé, con Nini Montiam, Félix Dafauce, Carmen López Lagar, Luis García Ortega.
- Tú, gitano y yo, gitana (1941), de Antonio Casas Bricio, con Nini Montiam, Carola Fernán Gómez, Esperanza Grases, Gabriel Llopart, Luis García Ortega.
- La dama de las camelias (1941), de Alejandro Dumas, con Nini Montiam, Luis García Ortega, Gabriel Llopart, Félix Dafauce, Carola Fernan Gómez.
- Nidos sin pájaros (1944), de Serafín Álvarez Quintero y Joaquín Álvarez Quintero, con Amparo Martí, Francisco Pierrá, Julio Goróstegui.
- Una mujer elegante (1944), de Leandro Navarro, con Francisco Pierrá, Amparo Martí, Enrique Tejedor, María Luisa Tejedor.
- Mariquilla Terremoto, (1944), de Serafín Álvarez Quintero y Joaquín Álvarez Quintero, con Fernando Granada, Tina Gascó, Alberto Solá, Manuel Alexandre, Ana María Morales.
- Lo que nunca fue mío (1946), de Leandro Navarro y Miguel de la Cuesta, con Nini Montiam, Emilio Espinosa, María Bruque.
- Blanca por fuera y rosa por dentro (1946), de Enrique Jardiel Poncela, con María Paz Molinero, Eduardo Hernández, Ana Farra, Emilio Menéndez.
- Angustias, la faraona (1946), de Antonio Casas Bricio, con Nini Montiam, Maruja Recio, María Bruque, Domingo Rivas.
- Nosotros, ellas y el duende (1947), de Carlos Llopis, con Manolo Gómez Bur, Guadalupe Muñoz Sampedro, Luis Peña.
- Casa Fontana (1948), de Elisabeth Mulder, con Ana María Noé, Vicente Soler.
- El corazón ciego (1948), de Gregorio Martínez Sierra, con Catalina Bárcena, José Crespo.
- Madame Tic-Tac (1952), de Philip Westers y Falkland L. Gary, con Vicente Soler, Carlos Muñoz, Carmen Contreras, Julieta Solano.
- Brigada 21 (1952), de Sidney Kingsley, con Vicente Soler, Asunción Sancho, Julieta Solano, Antonio Gandía, Carlos Muñoz, Luis Torrecilla.
- El proceso de Mary Dugan (1952), de Bayard Veiller, con Antonio Gandía, Julieta Solano, Carlos Muñoz, Vicente Soler, Asunción Sancho.
- Don Juan Tenorio (1952), de José Zorrilla, con Vicente Soler, Julieta Solano, Antonio Gandía, Carmen Contreras.
- El viajero sin equipaje (1953), de Jean Anouilh, con Carlos Lemos (actor), Cándida Losada, Amparo Soler Leal.
- El rival de sí mismo (1953), de Francisco Bonmati, con Amparo Soler Leal, Carlos Lemos (actor), Carlos Muñoz, Cándida Losada.
- No se dice adiós, sino hasta luego (1953), de Alfonso Paso, con Tomás Blanco, Laura Alcoriza, Zoe Ducos.
- Menta (1953), de F. González Aller, con Zoe Ducos, Ricardo Hurtado.
- Bajo el huracán (1953), de Martín Vale, con Carlos Lemos (actor), Cándida Losada, Amparo Soler Leal, Magda Roger, Carlos Muñoz.
- El bello indiferente (1953), de Jean Cocteau, con Ricardo Hurtado.
- Don Juan Tenorio (1953), de José Zorrilla, con Carlos Lemos (actor), Amparo Soler Leal, Cándida Losada, Carlos Muñoz, María Banquer.
- El caso del señor vestido de violeta (1954), de Miguel Mihura, con Fernando Fernán-Gómez, Fernando Guillen, Mercedes Muñoz Sampedro, Manuel Alexandre, Agustín González, Joaquín Roa, Rafael Bardem, Antonio Ozores.
- La mordaza (1954), de Alfonso Sastre, con Rafael Bardem, Fernando Guillen, Antonio Prieto, Félix Navarro, Agustín González.
- Usted no es peligrosa (1954), de Víctor Ruiz Iriarte, con Isabel Garcés, Irene Caba Alba, Rafaela Aparicio, Irene Gutiérrez Caba, Antonio Casas, Erasmo Pascual.
- La ratonera (1954), de Agatha Christie, con Mariano Azaña, Irene Caba Alba, Irene Gutiérrez Caba, Julia Gutiérrez Caba, Antonio Casas.
- La torre sobre el gallinero (1954), de Vittorio Calvino, con Fernando Fernán-Gómez, Rafael Bardem, Mercedes Muñoz Sampedro, Fernando Guillen, Joaquín Roa, Pilar Laguna, Luis Varela, Manuel Collado, Fernando la Riva.
- Tres sombreros de copa (1954), de Miguel Mihura, con Mercedes Muñoz Sampedro, Pablo Garsaball, Luisita España, Alejandro Maximino.
- Clase única (1955), de José Antonio Giménez-Arnau, con José Bodalo, Carlos Mendi, Ana de Leyva, José Luis Heredia, Manuel Arbó, Miguel Ángel, Félix Dafauce. Luisita España.
- La guerra empieza en Cuba (1955), de Víctor Ruiz Iriarte, con Tina Gascó, Miguel Ángel, Luisa Rodrigo, Gracita Morales, Carlos Mendi.
- La comedia de las equivocaciones (1956), de William Shakespeare, con Nuria Torray, Agustín González, Maruja Recio, José María Prada, Fernando Cebrián.
- La Celestina (1956), de Fernando de Rojas, con María Jesús Valdés, José Franco.
- Testigo de cargo (1956), de Agatha Christie, con Cándida Losada, Ángel de la Fuente, Antonio Armet.
- El crimen paga (1957), de Iván Noe y Pierrette Caillol, con Ricardo Alpuente, Mercedes Pineda, María Luisa Moneró, Agustín González, Luis Orduna.
- El fantasma (1957), de Michel Dulud, con Luis Orduna, Ricardo Alpuente, Agustín González, Victoria Rodríguez, María Luisa Moneró.
- Carlota (1957), de Miguel Mihura, con Julia Gutiérrez Caba, Agustín González, Isabel Garcés, Antonio Armet, Consuelo Company, Rafael Navarro.
- La venganza de Don Mendo (1958), de Pedro Muñoz Seca, con José Luis Ozores, Rosita Yarza, Manuel Alexandre, Valeriano Andrés, Agustín González, Fernando Delgado, Mariano Ozores Francés, Félix Navarro, Tota Alba.
- Panorama desde el puente (1958), de Arthur Miller, con Vicente Haro, Pedro López Lagar, Julio Sanjuán.
- Jaque de reina (1958), de Monteagudo y Aizpuru, con Tina Gascó, José Bodalo, José Vilar, Maruja Orellana, Luis Torrecilla.
- Gigi (1959), de Colette, con Nuria Espert, Milagros Leal, Juanjo Menéndez, Antonio Gandía, Carmen Carbonell.
- Maribel y la extraña familia (1959), de Miguel Mihura, con Maritza Caballero, Paco Muñoz, María Basso, Julia Trujillo, Gregorio Alonso, Erasmo Pascual, Julia Caba Alba, Laly Soldevila.
- Maribel y la extraña familia (1960), de Miguel Mihura, con Enrique Vivó, María Antonia Palmer, Fernando Ulloa, Mari Carmen Yepes, Josefina Tapias, Rafael Calvo.
- Ocho mujeres (1961), de Robert Thomas, con Cándida Losada, Ana María Vidal, María Francés, Paula Martel sustituida por Julita Martínez, Consuelo Company, Mercedes Barranco, Tota Alba sustituida por Amparo Goméz Ramos.
- El anzuelo de Fenisa (1961), de Lope de Vega, con Carmen Bernardos, Antonio Ferrandis, José María Seoane, Lola Cardona, Manuel Andrés, José Vivó, José María Prada.
- El capitán Veneno (1963), de Pedro Antonio de Alarcón, con Fernando Fernán Gómez, Gemma Cuervo, Agustín González, Julia Caba Alba, Joaquín Roa.
- Todos eran mis hijos (1963), de Arthur Miller, con Berta Riaza, Ricardo Lucía, Luis Prendes, Félix Navarro.
- Los melindres de Belisa (1963), de Lope de Vega, con Ricardo Lucía, Berta Riaza, Julieta Serrano, Antonio Medina (actor).
- Una estatua para las palomas (1964), de Ángel Escarzaga, con Carlos Lemos (actor), Fernando Guillen, Lola Herrera, Francisco Merino, Antonio Pineda.
- La vidente (1965), de André Roussin, con Guadalupe Muñoz Sampedro sustituida por Rosario García Ortega.
- El rufián castrucho (1968), de Lope de Vega, con Agustín González, José Luis Pellicena, Julieta Serrano, Ana Belén, Berta Riaza.
- Los huevos del avestruz (1968), de André Roussin, con José Bodalo, Enric Arredondo, Eugenia Zuffoli, Ramón Corroto, Mimí Muñoz.
- Los huevos del avestruz (1969), de André Roussin, con Pedro Valentín, Luis Prendes, Mimí Muñoz, Eugenia Zuffoli.
- El malentendido (1969), de Albert Camus, con Alicia Hermida, Fernando Guillen, Gemma Cuervo.
- Las cítaras colgadas de los árboles (1974/1975), de Antonio Gala, con Nuria Torray, Silvia Tortosa, Héctor Alterio, Rafael Arcos, Walter Vidarte, Antonio Vico Rodríguez, Marisa Lahoz.
- El padre (1978), de August Strindberg.